# Кобальд, Карл
Карл Кобальд (нем. Karl Kobald; 28 августа 1876, Брюнн — 12 октября 1957, Вена) — австрийский деятель культуры и музыковед, трижды возглавлявший Венскую консерваторию.

## Биография
Родился в семье старшего инспектора австрийских железных дорог Алоиса Кобальда. В 1887—1890 гг. пел в хоре мальчиков Венской придворной капеллы. Затем окончил юридический факультет Венского университета, в 1901 году получил степень доктора права; в 1903—1905 гг. посещал также занятия на философском факультете. Утверждается, что Кобальд учился в Венской консерватории у Антона Брукнера, Йозефа Хельмесбергера-младшего, Йозефа Максинчака и Ханса Рихтера, а в университете изучал музыковедение у Гвидо Адлера, однако документальные подтверждения всего этого отсутствуют.
В 1906—1932 гг. занимал должность референта по искусству в министерстве просвещения Австрии. В 1914—1916 гг. редактор-составитель «Военного альманаха» (нем. Kriegs-Almanach) — литературно-художественного периодического издания (вышло 8 выпусков), на страницах которого публиковались видные деятели австрийской культуры и искусства — Артур Шницлер, Стефан Цвейг, Франц Легар и другие. В 1921 году получил чин советника. В 1927 году Кобальду было присвоено звание профессора в связи с его работой в качестве заместителя председателя оргкомитета празднования столетия Людвига ван Бетховена; Гвидо Адлер как председатель оргкомитета обратился в министерство с письмом в поддержку этого решения.
Впервые Кобальд недолгое время исполнял обязанности директора Венской консерватории в 1919 году, когда с крахом центральноевропейских монархий в Первой мировой войне руководивший консерваторией до этого немец Вильгельм Бопп должен был вернуться в Германию. Вновь он занял руководящий пост в консерватории в 1933 году, уже в качестве её президента. Руководство Кобальда ознаменовалось приглашением для преподавания ряда заметных музыкантов, в том числе Бронислава Губермана, Йозефа Крипса и Греты Визенталь. По инициативе Кобальда в Вене в 1933—1937 гг. был проведён ряд международных исполнительских конкурсов. После аншлюса Австрии нацистское руководство отправило Кобальда в отставку, однако по окончании Второй мировой войны он вновь возглавлял консерваторию в 1945—1946 гг., после чего в возрасте 70 лет вышел на пенсию.

## Творчество
В 1918 году опубликовал роман «Весна художника» (нем. Künstlerfrühling). В дальнейшем выпустил ряд книг по истории музыки и театра: «Музыкальные площадки старой Вены» (нем. Alt-Wiener Musikstätten; 1918, переиздания 1928, 1947), «Шуберт и Швинд: Книга о венском бидермайере» (нем. Schubert und Schwind: ein Wiener Biedermeierbuch; 1921, переиздание под названием «Франц Шуберт и его время», нем. F. Schubert und seine Zeit, 1927, английский перевод 1928), «Замок Шёнбрунн» (нем. Schloss Schönbrunn; 1924), очерки жизни и творчества Иоганна Штрауса (1925), Бетховена (1927) и Йозефа Гайдна (1932) и наконец книгу «Где создавалась бессмертная музыка» (нем. Wo unsterbliche Musik entstand; 1950) с общим обзором важнейших вех музыкальной истории Австрии. В 1924 году составил мемориальный сборник к столетию Антона Брукнера.